# Microbryum rufochaete
Microbryum rufochaete là một loài Rêu trong họ Pottiaceae. Loài này được (Magill) R.H. Zander mô tả khoa học đầu tiên năm 1993.